# Hangimiz Sevmedik
Hangimiz Sevmedik è una serie televisiva turca di genere commedia-romantica. La serie è stata presentata in anteprima su TRT 1 il 15 luglio 2016 e si è conclusa con il suo 40º episodio, trasmesso il 22 maggio 2017.
L'attrice protagonista della serie, Selen Soyder, ha lasciato la serie dopo una lite con il co-protagonista Can Yaman.
La serie, che prende il nome dall'opera teatrale Hıcimiz Sevmedik, fa riferimento a Yeşilçam con le sue storie e i suoi personaggi e si concentra sulla vita nostalgica del quartiere, su concetti come il buon vicinato, la famiglia, l'amicizia, i rapporti familiari e le storie d'amore.

## Trama
I giovani Tarik e Itir si innamorano e si sposano segretamente. Il loro matrimonio crea però un conflitto tra le loro famiglie, che sono state nemiche per decenni. Il ritorno dei due protagonisti nel quartiere scatena nuove dinamiche tra i parenti, portando a una serie di eventi comici e drammatici.

## Episodi
| Stagione       | Episodi | Prima TV originale |
| -------------- | ------- | ------------------ |
| Prima stagione | 40      | 2016-2017          |

## Personaggi e interpreti
- Tarık Çam, interpretato da Can Yaman.
- Itır Yeşil 1, interpretata da Selen Soyder.
- Itır Yeşil 2, interpretata da Yeliz Kuvancı.
- Şener Yeşil, interpretato da Cengiz Bozkurt.
- Münir Yeşil, interpretato da Altan Erkekli.
- Adile Çam, interpretata da Gül Onat.
- İlyas Çiçek, interpretato da Bülent Şakrak.
- Ayşen Akça, interpretata da Mehtap Bayri.
- İhsan Durulmaz, interpretato da Deniz Oral.
- Sevtap, interpretata da Melisa Döngel.
- Şevket Özler, interpretato da Veysel Diker.
- Hulusi Gültekin, interpretato da Şerif Erol.
- Mürüvvet Erol, interpretata da Selma Kutluğ.
- Şükriye Durulmaz, interpretata da Tuba Erdem.
- Emel, interpretata da Pelin Ermiş.
- Metin Durulmaz, interpretato da Erdem Baş.
- Perran Özler, interpretata da Berfu Öngören.
- Zeki Durulmaz, interpretato da Barış Başar.
- Halit Güney, interpretato da Onur Sermik.
- Sevda Çam, interpretata da Funda Bostanlık.
- Ahmet Demir, interpretato da Bağış Angigün.
- Tuncay Yeşil, interpretato da Batuhan Uçar.
- Feridun Demir, interpretato da Doğa Konakoğlu.
- Sami, interpretato da Ersin Arıcı.
- Polis Süleyman, interpretato da Süleyman Al.
- Genç Münir, interpretato da Efe Erkekli.
- Genç Adile, interpretata da Nergis Taşyürek.
- Adalet Hala, interpretata da Ayten Uncuoğlu.
- Saim, interpretato da Ferdi Akarnur.
- Müteahhit, interpretato da Gazanfer Ündüz.
- Dr. Talat, interpretato da Tayfun Sav.